# 수신남여 : 러브 온 다이어트
수신남여 : 러브 온 다이어트(瘦身男女: Love On A Diet)는 홍콩에서 제작된 위가휘 감독의 2001년 코미디, 멜로/로맨스 영화이다. 유덕화 등이 주연으로 출연하였고 두기봉 등이 제작에 참여하였다.

## 출연

### 주연
- 유덕화
- 정수문

### 조연
- 쿠로가와 리키야
- 왕천림
- 히구치 아스카
- 임설